# Cornus suecica
El cornejo enano  (Cornus suecica) es una planta de la familia de las cornáceas.

## Descripción
Herbácea perenne, de tallos florales erectos cuadangulares de hasta 25 cm. Hojas opuestas, redondeadas a elípticas, puntiagudas, sentadas. Flores morado oscuro, en una inflorescencia terminal de parte superior plana y rodeada por 4 brácteas ovadas blancas de hasta 16 mm. 4 pétalos de aproximadamente 1 mm. Fruto globular, rojo. Florece en verano.

## Distribución y hábitat
Europa septentrional, Gran Bretaña, Holanda, Alemania, Polonia y Rusia. Norteamérica y norte de Eurasia. Habita en páramos, brezales y suelos musgosos.